# Richeza Lotarinška
Richeza Lotarinška (poljsko Rycheza Lotaryńska), imenovana tudi Richenza, Rixa, Ryksa, je bila kneginja iz lotarinške dinastije Ezzonidov, ki je s poroko s poljskim kraljem  Mješkom II. Lambertom postala poljska kraljica, * 995/1000, Lorena, † 21. marec 1063, Saalfeld, Nemčija.
Njeno poroko s poljskim kraljem sta organizirala Mješko II. in njegov stric, cesar Oton III., da bi utrdila medsebojne vezi. Po moževi odstavitvi leta 1031 se je ločila od njega in se vrnila v Nemčijo. Po smrti njenega brata, vojvode Otona II. Švabskega, in posledično izumrtju moške linije njene rodbine, je odšla v samostan. Trudila se je ohraniti družinsko dediščino in financirala obnovo opatije Brauweiler. Po smrti je bila azglašena je za blaženo.

## Vir
- Bernhardt, John W. (2002). Itinerant Kingshiop & Royal Monasteries in Early Medieval Germany, c. 936-1075. Cambridge University Press.

| Richeza Lotarinška EzzonidiPodveja 1063Rojen: okoli Umrl: 995/1000 21. marec |                                 |                                                      |
| Nazivi za člane kraljevske družine                                           |                                 |                                                      |
| Predhodnik: Oda Meissenska                                                   | Kraljica-žena Poljske 1025–1034 | NezasedenoNaslednji nosilec nazivaVišeslava Kijevska |